# Corciano
Corciano ist eine italienische Gemeinde mit 21.619 Einwohnern (Stand 31. Dezember 2023) in der Provinz Perugia in Umbrien und ist Mitglied der Vereinigung I borghi più belli d’Italia (Die schönsten Orte Italiens).

## Geographie

Lage der Gemeinde in der Provinz Perugia

Der Ort liegt etwa acht Kilometer westlich von Perugia zwischen dem Trasimenischen See und dem Tiber.
Zu den Ortsteilen gehören Capocavallo, Castelvieto, Ellera-Chiugiana (Chiugiana-La Commenda), Mantignana, Migiana, San Mariano und Solomeo.
Die Nachbargemeinden sind Magione (westlich) und Perugia (östlich).

## Geschichte
Der Ort soll durch einen Bundesgenossen des Odysseus, Coragino, gegründet worden sein. Tatsächlich war die Gegend bereits in der Jungsteinzeit besiedelt. Erste befestigte Wohnanlagen können in die Zeit zwischen dem 3. Jahrhundert und dem 1. Jahrhundert vor Christus eingeordnet werden. 1136 wird in einer Urkunde dem Bischof von Perugia die Herrschaft über das Castrum de Corciano durch Papst Innozenz II. zugestanden. Franz von Assisi soll den Ort besucht haben.
1364 wurde der Ort von der Weißen Kompanie (Compania Bianca) des Kardinals Albornoz verheert und geplündert.
Schließlich gelangte der Ort unter die Herrschaft von Perugia. Bis zur Vereinigung mit dem Königreich Italien blieb Corciano wie Perugia Teil des Kirchenstaates.
2012 wurde Corciano zusammen mit der rumänischen Stadt Sighișoara mit dem Europapreis für ihre herausragenden Bemühungen um die europäische Integration ausgezeichnet.

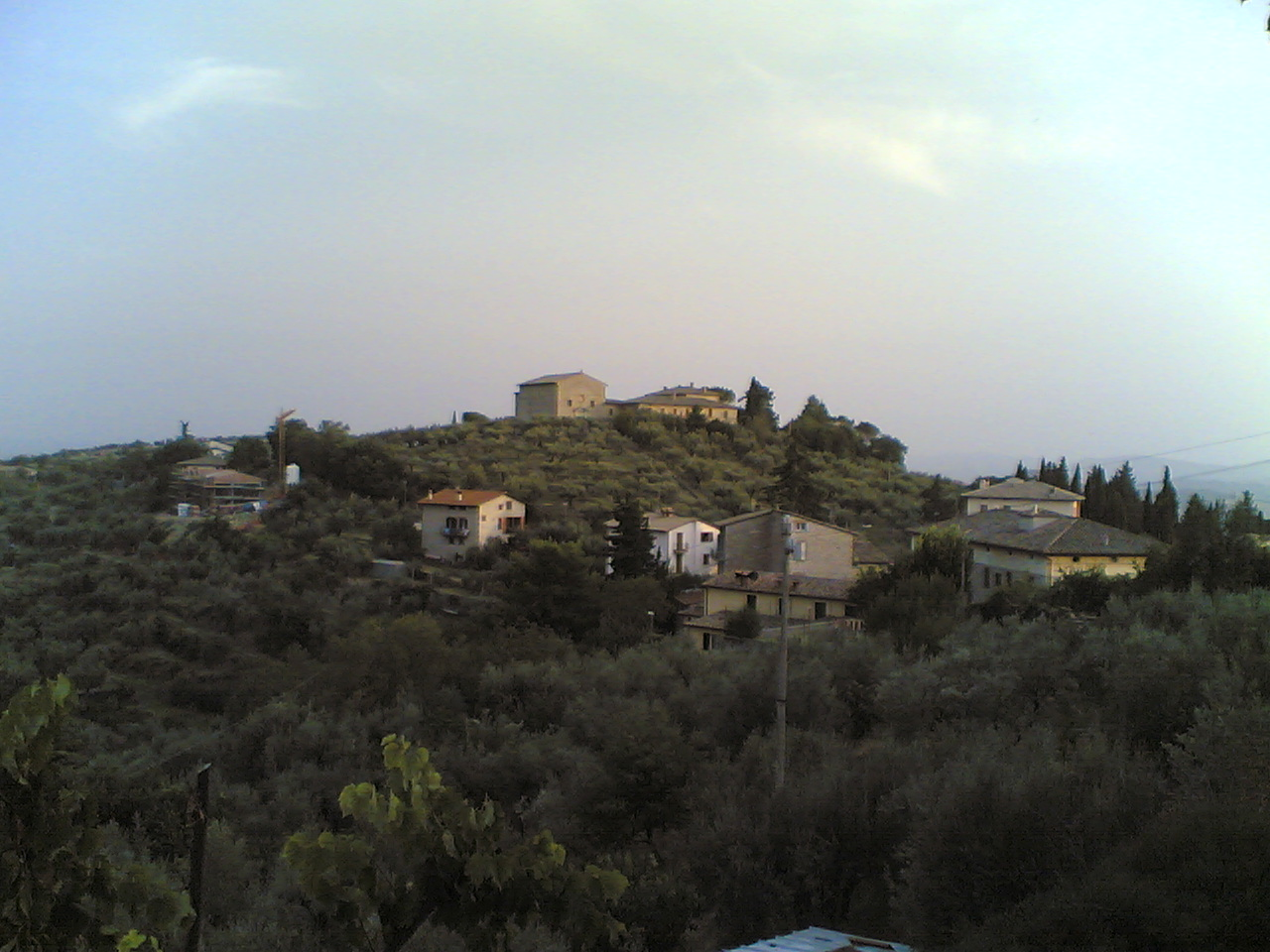
Augustiner-Konvent

## Verkehr
Corciano liegt an der Strada Statale 75 von Perugia zur Autostrada A1 (Richtung Toskana).

## Gemeindepartnerschaften
Corciano unterhält Partnerschaften mit folgenden Städten und Gemeinden:
- Pentling, Bayern
- Civrieux-d’Azergues, Auvergne-Rhône-Alpes
- Libiąż, Woiwodschaft Kleinpolen

## Söhne und Töchter der Stadt
- Luigi Rotelli (1833–1891), Bischof und Kardinal